# Парадокс ценности

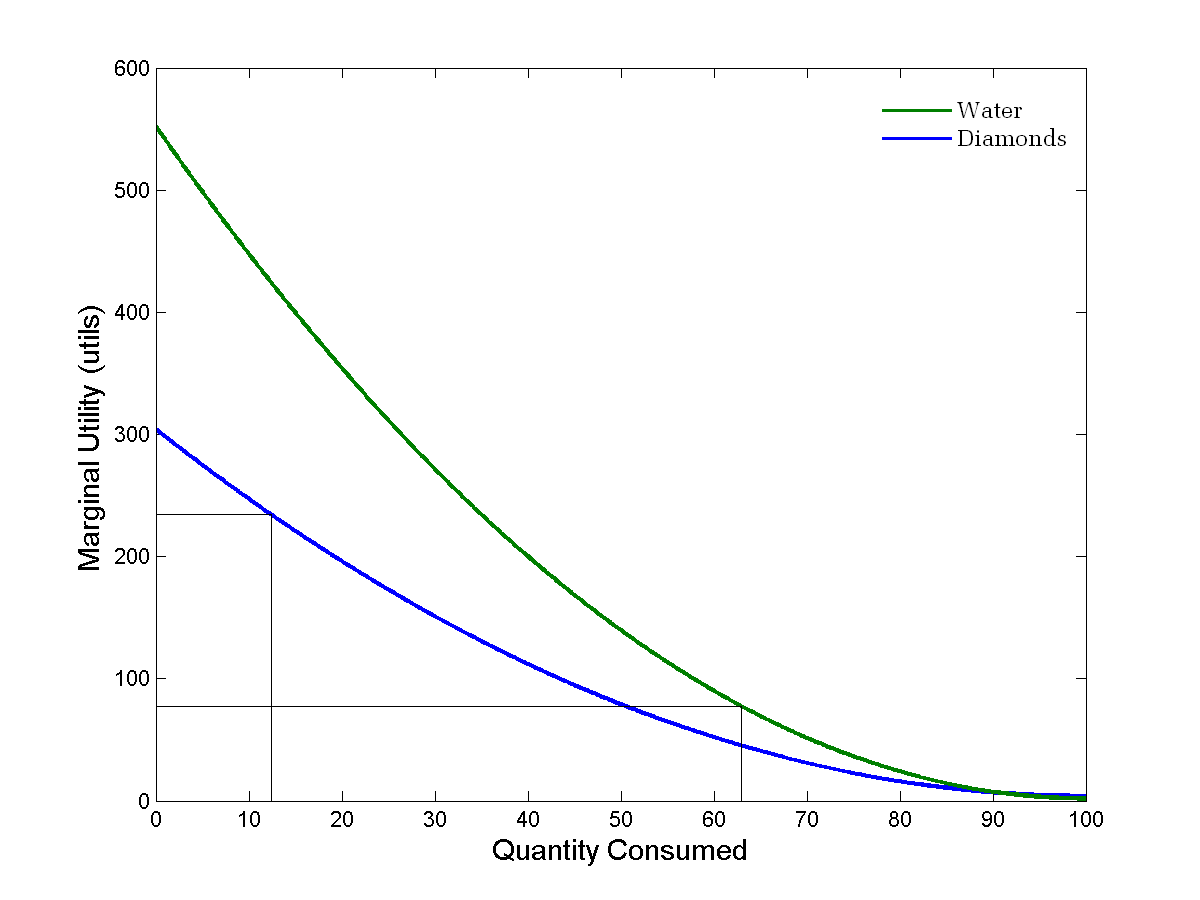
График показывает предельную полезность (измеряется в единицах полезности) алмазов и воды как функцию объёма потребления.

Парадокс ценности (парадокс воды и алмазов, или парадокс Смита). Автором формулировки парадокса считается Адам Смит. Его суть: почему, несмотря на то, что вода для человека намного полезнее, чем алмазы, цена алмазов намного выше цены воды?
Аристотель в своей «Политике» уже задумывался о том, что деньги могут менять ценность в зависимости от отношения людей к ним, потому даже богатый человек в некоторых случаях не сможет приобрести необходимую пищу, подобно царю Мидасу, и умереть с голоду.
Ещё до рождения А. Смита, Джон Локк в книге «Два трактата о правлении» предположил, что «именно труд создает различия в стоимости всех вещей». Выдвигая идею о естественном праве и общественном договоре, Локк опровергал господствовавшие тогда взгляды о том, что основным источником стоимости является земля как фактор производства: «труд составляет гораздо большую часть стоимости вещей, которыми мы наслаждаемся в этом мире; а земля, которая дает сырье, вряд ли должна учитываться хоть в какой-то мере или же должна, самое большее, включаться как очень маленькая часть её».
При этом суть и стоимость денег Локк считал результатом сложившегося общественного договора, как и стоимость предметов, ставших деньгами («Золото, серебро и бриллианты — это вещи, которым придали стоимость прихоть или соглашение, а не их действительная полезность и необходимость для поддержания жизни.») Но это не считалось противоречием или парадоксом, так как автор вполне допускал разную природу стоимости для разных предметов.
Классическая  политическая экономия (А. Смит, Д. Рикардо, К. Маркс) объясняет это противоречие тем, что цена массовых товаров зависит не столько от их субъективной ценности для потребителя, сколько от объективной стоимости (средних затрат рабочего времени) для производителя. Средние затраты на добывание стакана воды сопоставимы со средними затратами для добывания алмаза точно так же, как сопоставимы их цены (см. Трудовая теория стоимости).
Герман Госсен объяснял противоречие законом убывающей предельной полезности (первый закон Госсена): при непрерывном акте потребления полезность каждой последующей единицы продукта ниже, чем предыдущей, то есть предельная полезность убывает по мере насыщения потребности. На цену и спрос влияет именно предельная полезность. Условно говоря, первый стакан воды может спасти от жажды, десятый будет использован скорее для умывания, а сотый будет использован возможно для мытья пола. Вода встречается чаще алмазов, поэтому удовлетворение потребности в ней происходит быстрее, чем удовлетворение потребности в алмазах.
Австрийская экономическая школа трансформировала взгляды Госсена в теорию предельной полезности. Карл Менгер считал, что не имеет никакого значения, был ли найден алмаз случайно, или для его добычи понадобился труд тысячи рабочих на рудниках. Более того, в практической жизни никто не задаётся историей происхождения того или иного блага. Из этого Менгер делает вывод, что ценность зависит от субъективной оценки людей, которые наиболее высоко ценят относительно наиболее редкие товары и услуги. Так, картина Леонардо да Винчи и картина современного посредственного художника, на написание которых был затрачен одинаковый труд, будут иметь различную ценность. Это противоречит трудовой теории стоимости, что дало основание представителям австрийской школы отрицать её. При этом они игнорировали существенное условие — трудовая теория стоимости рассматривает условия массового товарного производства с применением (или возможностью применения) машин и автоматов. Ценообразование произведений искусства, антиквариата, опытных образцов классическая политэкономия обычно не рассматривает или делает это лишь косвенно.